# Frecvența vieții
Frecvența vieții (titlu original: Frequency) este un film american din 2000 regizat de Gregory Hoblit. Rolurile principale au fost interpretate de actorii Jim Caviezel, Dennis Quaid, Elizabeth Mitchell, Shawn Doyle.

## Prezentare
O legătură radio accidentală în timp leagă tată și fiu de-a lungul a 30 de ani. Fiul încearcă să salveze viața tatălui său, dar apoi trebuie să repare consecințele.

## Distribuție
- Dennis Quaid - Francis Patrick "Frank" Sullivan
- Jim Caviezel - John Francis "Johnny" Sullivan
- Andre Braugher - Satch DeLeon
- Elizabeth Mitchell - Julia "Jules" Sullivan
- Shawn Doyle - Jack Shepard
- Noah Emmerich - Gordon "Gordo" Hersch
- Melissa Errico - Samantha Thomas
- Jordan Bridges - Graham Gibson
- Peter MacNeill - Butch Foster
- Michael Cera - Gordon Hersch Jr., Gordo's son
- Marin Hinkle - Sissy Clark
- Brian Greene - Rolul său
- Daniel Henson - 6-year-old John "Johnny" Sullivan
- Stephen Joffe - 6-year-old Gordon "Gordo" Hersch

## Producție
Filmările au avut loc la Toronto și New York City.